# 오기노메 요코
오기노메 요코(일본어: 荻野目洋子, 1968년 12월 10일 ~ )는 일본의 여성 가수이자 배우로 지바현 가시와시 출신이다. 
소학교 시절, 어린 학생들 위주의 오디션 프로그램에서 우승하여 잠시 활동했었고 만화 《미유키》를 원작으로 한 동명의 애니메이션에서 주인공 미유키 역을 맡아 성우 활동도 했다. 1983년 1월 발표된 Namco사의 비디오 게임 제비우스(Xevious)의 Official Music Video(1) 에서 노래를 불렀고, 이후 1984년 빅터 엔터테인먼트와 계약을 맺고 〈미래항해 -Sailing-〉(未来航海－Sailing－)으로 정식 데뷔, 1985년 11월에 발매한 영국의 가수 앤지 골드(Angie Gold)의 〈Eat You Up〉의 번안곡 〈댄싱 히어로 (Eat You Up)〉(ダンシング・ヒーロー (Eat You Up))으로 인기를 모았고 이후로도 〈롯폰기 순정파〉(六本木純情派) 등이 히트했다. 2001년 41번째 싱글 〈LOVE〉를 마지막으로 사실상 음악 활동을 중단하였다.
생전의 오카다 유키코와 친분이 깊었으며 그녀가 1986년 4월 8일 소속사 건물에서 투신자살하자, 방송 프로그램에서 소식을 접하고는 눈물을 그치지 못하는 모습이 전파에 탔다.
1986년 제28회 일본 레코드 대상에서 금상을 수상한 이래 4년 연속 금상을 차지했다. NHK 홍백가합전에는 총 5회 (1986년 ~ 1987년, 1989년 ~ 1990년, 1992년) 출장하였다.
(1) Xevious Official Video : https://www.youtube.com/watch?v=Ie1TUGLVUVY
1. ↑  “https://arcadeblogger.com/2022/12/30/the-development-of-xevious/”. |title=에 외부 링크가 있음 (도움말)